# SN 2009fk
SN 2009fk – supernowa typu Ia odkryta 29 maja 2009 roku w galaktyce NGC 7364. W momencie odkrycia miała maksymalną jasność 18,50m.